# ایپروکرولول
ایپروکرولول (انگلیسی: Iprocrolol) یک داروی بتا بلاکر بود که به بازار عرضه نشد.